# 飆酷車神2：動力世界
飙酷车神2是一款由象牙塔及育碧回聲共同開發、由育碧于2018年6月29日出版的競速遊戲。该游戏是2014年的飆酷車神之續作。此遊戲包含在開放世界的環境裡使用離線模式由縮小消遣娛樂進行漫遊。此外玩家可以操控不同種類的交通工具，包含了跑車、越野車、賽車、飛機及汽艇。

## 外部連結
- 官方网站：英文、繁体中文